# Zöld pajzsbogár
A zöld pajzsbogár (Cassida viridis) a rovarok (Insecta) osztályának a bogarak (Coleoptera) rendjébe, ezen belül a mindenevő bogarak (Polyphaga) alrendjébe és a levélbogárfélék (Chrysomelidae) családjába tartozó faj.

## Előfordulása
A zöld pajzsbogár főbb előfordulási területe Európa, de még megtalálható a Közel-Keleten és Észak-Afrikában is. Talán akaratlanul 1974-ben, az ember behurcolta a kanadai Ontario nevű tartomány déli részébe.

## Megjelenése
Eme bogár hossza 8,5–10 milliméter. Lapított teste zöld színű; szárnyfedőinek és előtorának széles pereme pajzshoz teszi hasonlóvá. A lábai rövidek, a csápjai barnák.

## Életmódja
Elsősorban az alacsony növényzetű, nyílt térségeken, mint például réteken vagy partok mentén található meg. Áprilistól októberig látható. A tápláléknövényei a következők: vízi menta (Mentha aquatica, mezei menta (Mentha arvensis), Mentha longifolia, Mentha rotundifolia, Mentha suaveolens, Mentha verticillata, Galeopsis grandiflora, nagyvirágú kenderkefű (Galeopsis speciosa), Galeopsis tetrahit, Galeopsis pubescens, citromfű (Melissa officinalis), enyves zsálya (Salvia glutinosa), orvosi zsálya (Salvia officinalis), mezei zsálya (Salvia pratensis), mocsári tisztesfű (Stachys palustris), hasznos tisztesfű (Stachys recta) és erdei tisztesfű (Stachys sylvatica).
A lárvát tüskék borítják; további védelmi célokból két nagyobb tüskéje közé felhalmozza a saját ürülékét.

## Képek

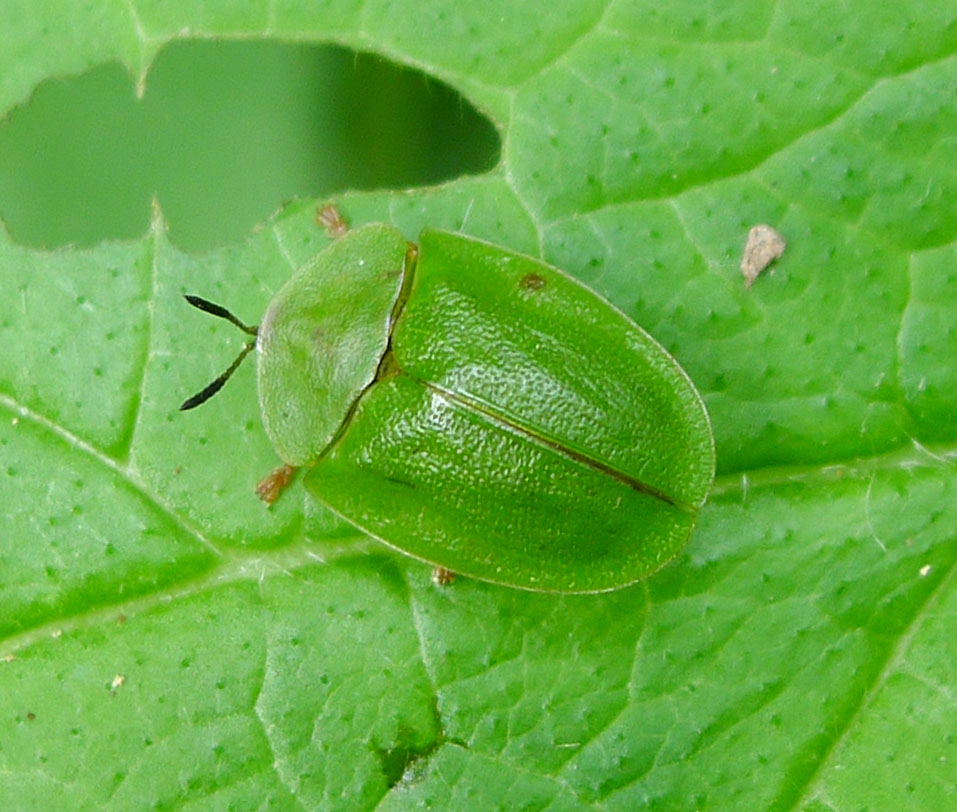
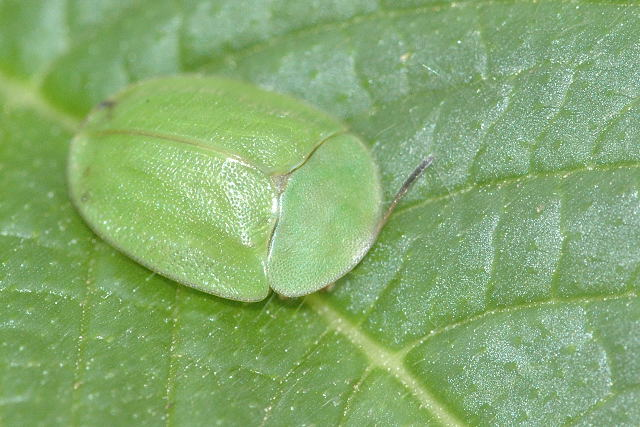
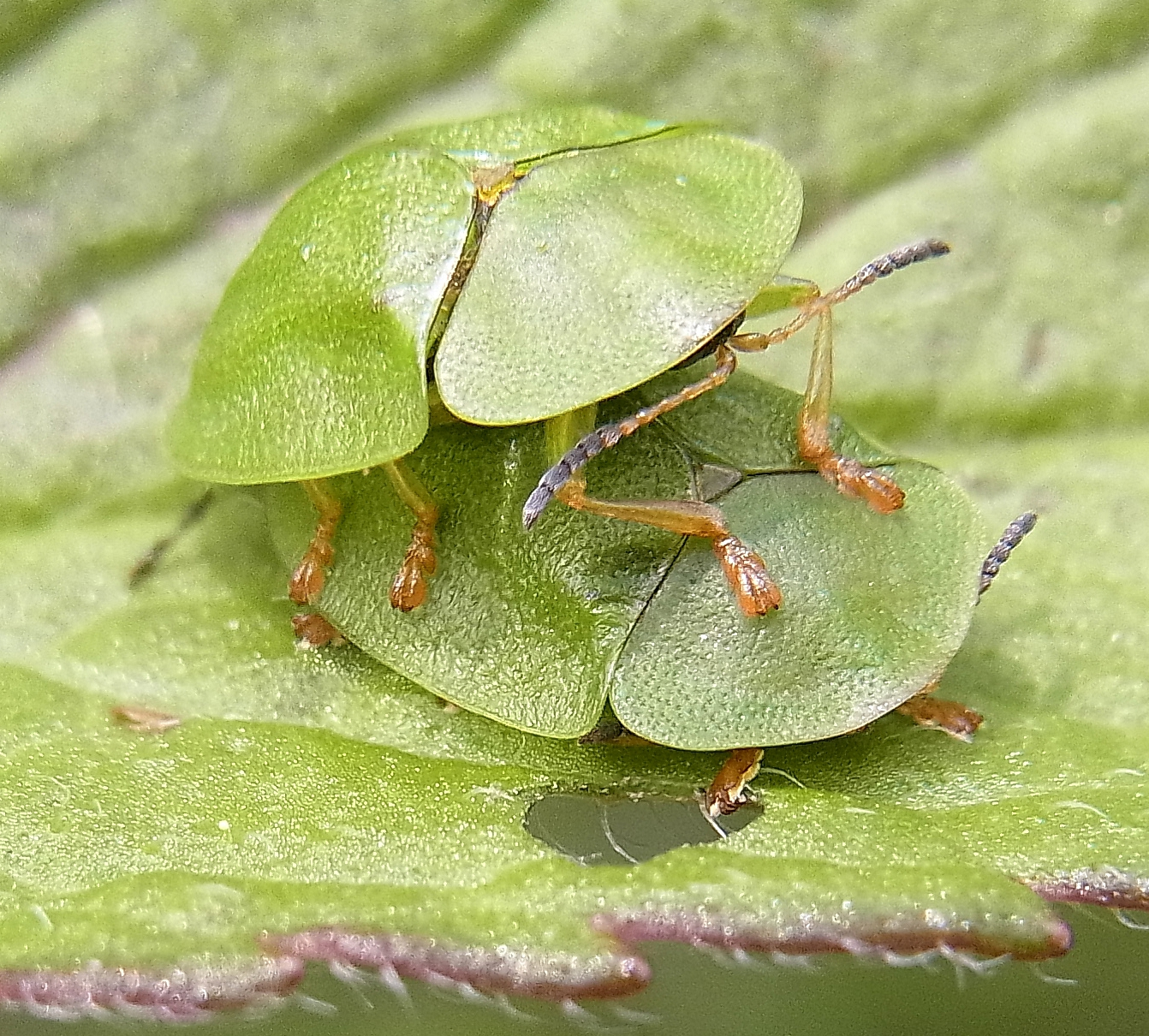
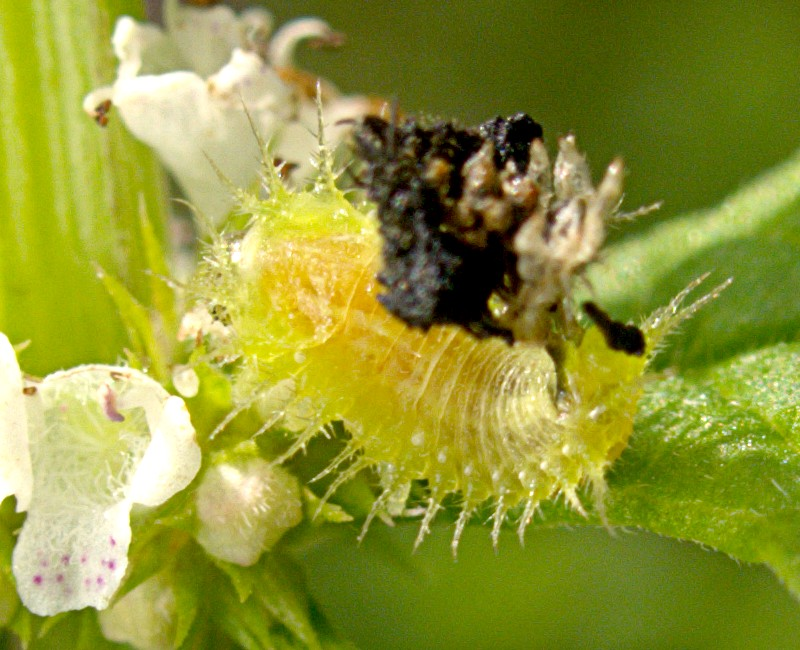
A lárva

### Fordítás
- Ez a szócikk részben vagy egészben  a   Cassida viridis című angol Wikipédia-szócikk ezen változatának fordításán alapul.  Az eredeti cikk szerkesztőit annak laptörténete sorolja fel. Ez a jelzés csupán a megfogalmazás eredetét és a szerzői jogokat jelzi, nem szolgál a cikkben szereplő információk forrásmegjelöléseként.